# Lithacodia crotopha
Lithacodia crotopha là một loài bướm đêm trong họ Noctuidae.